# Шуколюков, Юрий Александрович
Ю́рий Алекса́ндрович Шуколюков (12 апреля 1929, Ленинград — 2 марта 2013, Санкт-Петербург) — советский и российский учёный-геохимик, заслуженный деятель науки и техники РСФСР (1989), награждён золотой медалью имени В. И. Вернадского (1993).

## Биография
Родился 12 апреля 1929 года в семье служащих.
В 1953 году — окончил химический факультет Ленинградского университета, после чего работал в Радиевом институте АН СССР, затем во Всесоюзном научно-исследовательском геологическом институте (ВСЕГЕИ) Мингео СССР.
С 1956 по 1959 годы — учился в аспирантуре Лаборатории геологии докембрия АН СССР под руководством профессора Э. К. Герлинга.
В 1959 году — защитил кандидатскую диссертацию по изотопным аномалиям благородных газов в урановых минералах и был оставлен в качестве научного сотрудника в той же лаборатории (позже преобразованной в Институт геологии и геохронологии докембрия АН СССР).
В 1969 году — защитил докторскую диссертацию, посвященную вопросам геохимии изотопов благородных газов; до 1979 года работал в институте в должности старшего научного сотрудника; одновременно преподавал в Ленинградском университете в качестве доцента (1967—1970), затем профессора кафедры геологии месторождений полезных ископаемых (1970—1979).
В 1979 году — был избран на должность заведующего лабораторией геохимии изотопов и геохронологии Института геохимии и аналитической химии имени В. И. Вернадского, а в 1980 году — одновременно назначен заместителем директора этого института; по совместительству руководил лабораторией геохимии изотопов на кафедре геохимии геологического факультета МГУ.
В 2001 году — вернулся в Санкт-Петербург, где продолжал научную работу в Институте геологии и геохронологии докембрия и преподавал на геологическом факультете Санкт-Петербургского Университета на организованной им кафедре изотопной геохимии. В Московском и Ленинградском университетах подготовил и читал курсы «Ядерная геохронология», «Методы радиографии», «Геохимия изотопов», «Основы изотопной масс-спектрометрии».
Член редколлегии журналов АН СССР «Известия Академии наук СССР. Серия геологическая» (1986), «Геохимия» (1980), «Isotopenpraxis» (ГДР) (1987).
Скончался 2 марта 2013 года.

## Вклад в науку
Впервые в СССР применил изотопный рубидий-стронциевый, уран-ксеноновый, методы для определения возраста горных пород и минералов Земли, Луны и метеоритов. Создал новый ксеноновый метод изотопной геохронологии для датирования урановых месторождений; разработал новые математические приемы интерпретации данных изотопной геологии.
Обнаружил и исследовал изотопные аномалии, вызванные природными ядерными процессами в радиоактивных минералах; предсказал (1966) новый тип радиоактивности — сильно асимметричный самопроизвольный распад ядер, подтвержденный позднейшими экспериментальными исследованиями; выполнил широкие исследования геохимии изотопов благородных газов. Впервые в СССР провел обширные исследования благородных газов в метеоритах и лунных пробах, обнаружил новые изотопные аномалии, связанные с первичным нуклеосинтезом разного типа и ядерными реакциями под действием космического излучения; на основании анализа данных об изотопном составе летучих элементов в метеоритах, мантии и океане Земли развивает идею о том, что носителями летучих Земли были не углистые хондриты, как обычно принято, а иное вещество.

## Награды
- 1993 — Золотая медаль имени В. И. Вернадского, за серию работ «Изотопная геохимия, космохимия и геохронология»
- 1998 — Медаль Дружбы (Вьетнам)
- Заслуженный деятель науки Российской Федерации

## Членство в организациях
- 1979 — заместитель председателя Комиссии по изотопной геохронологии АН СССР
- 1979 — председатель Комитета по метеоритам АН СССР
- 1980 — председатель геохимической секции Учёного совета ГЕОХИ АН СССР.

## Научные публикации
Автор более 300 научных работ, посвященных изотопной геохронологии, геохимии изотопов и космохимии изотопов и метеоритике, среди них:
- Шуколюков Ю. А. Деление ядер урана в природе. М., Атомиздат, 1970
- Шуколюков Ю. А., Левский Л. К. Геохимия и космохимия изотопов благородных газов. М., Атомиздат, 1972
- Шуколюков Ю. А. Горохов И. М., Левченков О. А. Графические методы изотопной геологии. М., Недра, 1974
- Шуколюков Ю. А. Продукты деления урана на Земле. М., Атомиздат, 1982
- Шуколюков Ю. А., Данг Ву Минь Продукты деления трансурановых элементов в космосе. М., Наука, 1984
- Шуколюков Ю. А. Проблемы современной изотопной геохронологии. , М., ВИНИТИ, 1985
- Верховский А. Б., Шуколюков Ю. А. Элементное и изотопное фракционирование благородных газов в природе. М., Наука, 1984
- Лаврова Л. Д., Печникова В. А., Плешаков А. М., Шуколюков Ю. А. Новый генетический тип алмазных месторождений. М., «Научный мир». 1999.